# Opel Rekord D

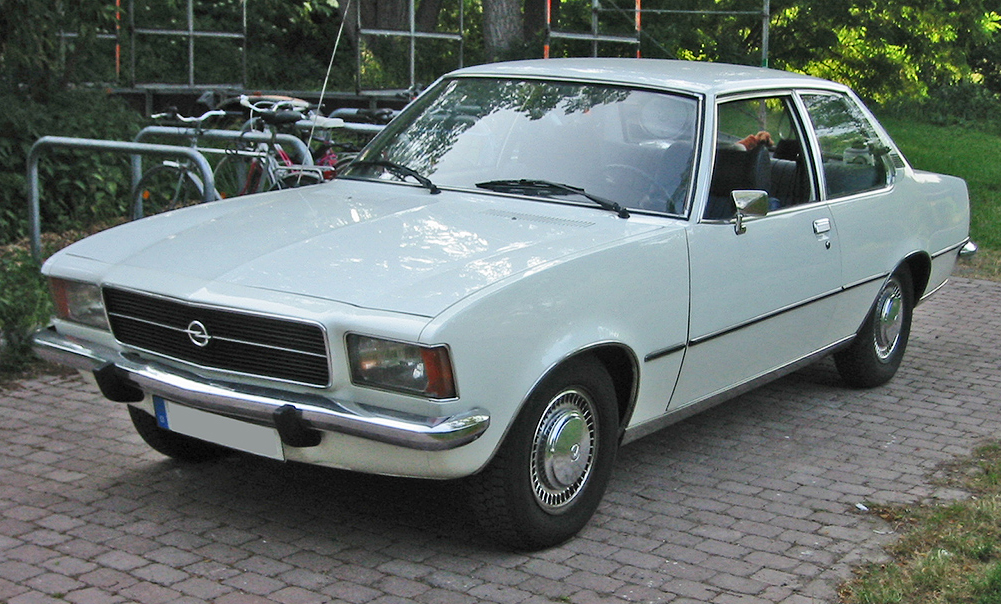
Opel Rekord D

De Opel Rekord D kwam in 1972 op de markt, en werd in 1977 opgevolgd door de Rekord E. De 'D' in de typeaanduiding heeft niets met de aanwezigheid van een dieselmotor te maken, al zijn er wel dieselmotoren geleverd in de Rekord D. Opel gebruikt namelijk sinds jaar en dag letters om verschillende modelseries met dezelfde naam aan te duiden. Er zijn in de loop van de tijd vijf carrosserievarianten geleverd, te weten een tweedeurs coach, een vierdeurs sedan, een drie- en een vijfdeurs stationcar en een coupé. Aanvankelijk werd de Rekord D aangeduid als Rekord II, om de verwarring met dieselmotoren te vermijden. Voor bedrijfsdoeleinden is er ook een gesloten bestelwagen leverbaar geweest, die voorin twee zitplaatsen had inclusief bestuurder, en daarachter een vlakke laadvloer.
Benzinemotoren zijn leverbaar geweest met inhouden tussen de 1,7 en 2,0 liter. Motorvermogens liepen van 66 pk voor de 1,7 N tot 100 pk voor de 2,0 S. Er is tevens een 2,1 liter dieselmotor geleverd, deze wagens zijn herkenbaar aan een bult in de motorkap. Deze bult was nodig omdat de dieselmotor hoger was dan de benzinemotoren vanwege een bovenliggende nokkenas. De dieselmotor leverde 60 pk. Voor sommige landen, waar de wegenbelasting afhankelijk is van de motorinhoud, was ook een 2,0 liter dieselmotor beschikbaar, en deze motor leverde 56 pk. 
Parallel aan de productie van de Rekord D werd de Opel Commodore B geproduceerd, waarin zescilinder motoren met grotere vermogens werden geleverd. Alle modellen van de Rekord D zijn uitgerust met een vierversnellingsbak met handschakeling of een drietraps automaat. Sommige modellen waren uitgerust met een versnellingshandel aan de stuurkolom; de automaat-versies hadden allemaal een bedieningshandel op de vloer. De goedkoopste modellen zijn uitgerust met een voorbank in plaats van losse stoelen. 
De carrosserie is zelfdragend, en biedt plaats aan vijf personen. De voorwielophanging is onafhankelijk met dubbele draagarmen van ongelijke lengte, progressieve schroefveren, torsiestabilisator en telescopische schokdempers. Achter bevindt zich een starre as met eveneens schroefveren, een torsiestabilisator en telescopische schokdempers.
Het remsysteem is uitgevoerd als gescheiden systeem, met rembekrachtiging, schijfremmen voor en trommelremmen achter. Het vacuüm wat benodigd is voor de rembekrachtiger wordt bij de benzinemotoren uit het inlaatspruitstuk betrokken, en bij de dieselmotoren gecreëerd door middel van een vacuümpomp die door de nokkenas wordt aangedreven. De versies met 1.9, 2.0 liter benzinemotor en de dieselversies hebben een remkrachtbegrenzer voor de achterremmen.
De stuurinrichting is van het kogelkringlooptype, en tegen meerprijs is stuurbekrachtiging leverbaar geweest op de dieselmodellen. Vanaf september 1976 is stuurbekrachtiging op alle modellen leverbaar.
De Rekord D is zonder meer een succesvolle auto te noemen, in 1975 liep na 3 jaar de miljoenste D van de band. Dit feit werd onder andere gevierd met het uitbrengen van de 'Millionaire', een speciale uitvoering ter gelegenheid van dit feit.